# Dometzko
Dometzko (polnisch Domecko, 1936–1946: Althaus, schlesisch Důmecko) ist eine Ortschaft in Oberschlesien. Das Dorf liegt in der Gemeinde Comprachtschütz im Powiat Opolski der Woiwodschaft Oppeln in Polen.

## Geographie

### Geographische Lage
Dometzko liegt zwei Kilometer südöstlich vom Gemeindesitz Comprachtschütz und zehn Kilometer südwestlich von der Kreisstadt und Woiwodschaftshauptstadt Opole (Oppeln). Domecko liegt in der Nizina Śląska (Schlesischen Tiefebene) innerhalb der Równina Opolska (Oppelner Ebene). Durch den Ort fließen die Gewässer Prószkowski Potok und Moszczana.

### Ortsteile
Zu Dometzko gehört der Weiler Simsdorf (poln. Pucnik).

### Nachbarorte
Nachbarorte von Dometzko sind im Norden Dziekanstwo (Dziekaństwo), im Osten Gorek (Górki) und Chrzumczütz (Chrząszczyce), im Süden Neuhammer (Nowa Kuźnia) und im Westen Ochotz (Ochodze).

## Geschichte

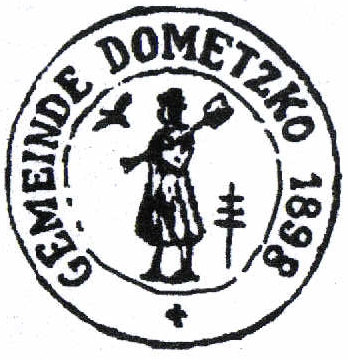
Altes Siegel der Gemeinde Dometzko

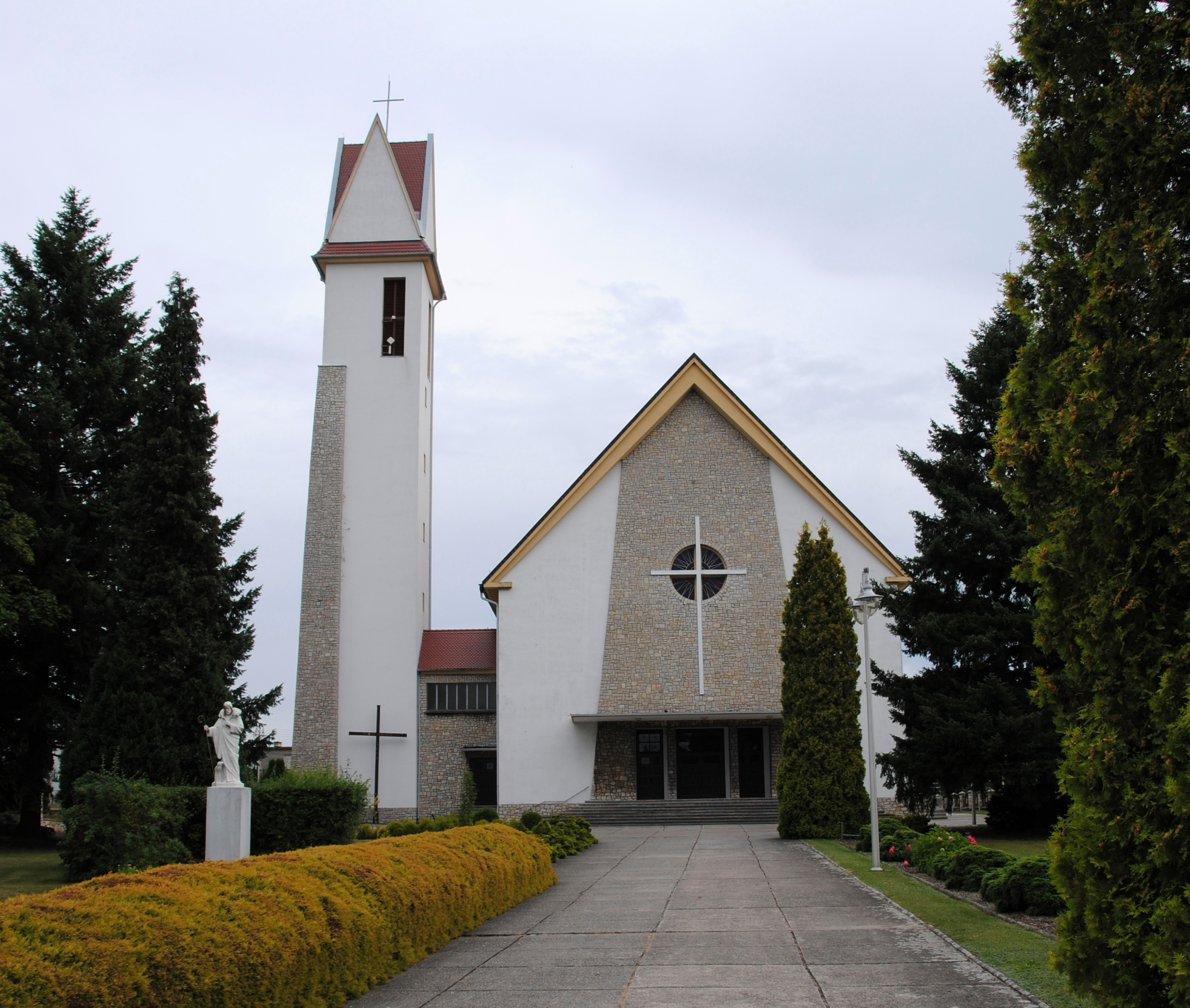
Unbeflecktes-Herz-Mariä-Kirche

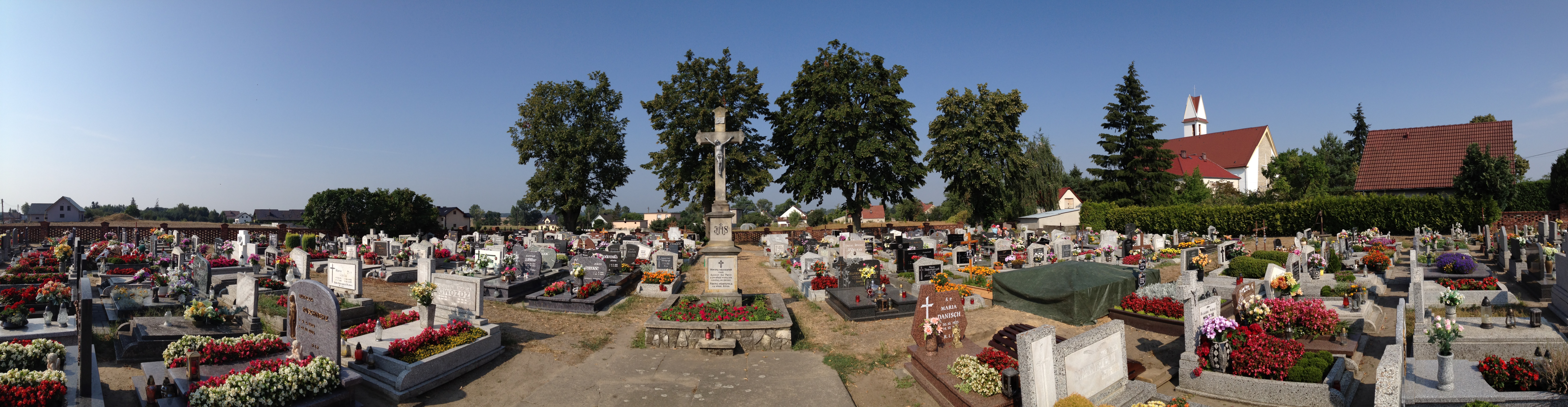
Friedhof von Dometzko

Der Ort wird im Jahr 1532 erstmals als Dometzky erwähnt. Der slawische Ortsname bedeutet in etwa Häuschen.
1845 bestanden im Dorf eine Brauerei, eine Brennerei und weitere 73 Häuser. Im gleichen Jahr lebten in Dometzko 545 Menschen, davon zwei evangelisch und sieben jüdisch. 1861 zählte der Ort 873 Einwohner. 1865 zählte der Ort eine katholische Schule, eine Brennerei, eine Ziegelei, 42 Gärtner-, 50 Häusler und 24 Einlieger. 1874 wurde der Amtsbezirk Dometzko gegründet. Erster Amtsvorsteher war der Rittergutsbesitzer Gerlach.
Bei der Volksabstimmung in Oberschlesien am 20. März 1921 stimmten 467 Wahlberechtigte für einen Verbleib bei Deutschland und 220 für Polen. Dometzko verblieb beim Deutschen Reich. 1933 lebten im Ort 1.251 Einwohner. Am 19. Mai 1936 wurde der Ort in Althaus umbenannt. 1939 hatte der Ort 1.332 Einwohner. Bis 1945 befand sich der Ort im Landkreis Oppeln.
1945 kam der bisher deutsche Ort unter polnische Verwaltung und wurde 1946 in Domecko umbenannt und der Woiwodschaft Schlesien angeschlossen. 1950 kam der Ort zur Woiwodschaft Oppeln. Zwischen 1957 und 1961 wurde die katholische Kirche errichtet. 1999 kam der Ort zum wiedergegründeten Powiat Opolski. Am 1. Dezember 2009 erhielt der Ort zusätzlich den amtlichen deutschen Ortsnamen Dometzko.

## Sehenswürdigkeiten

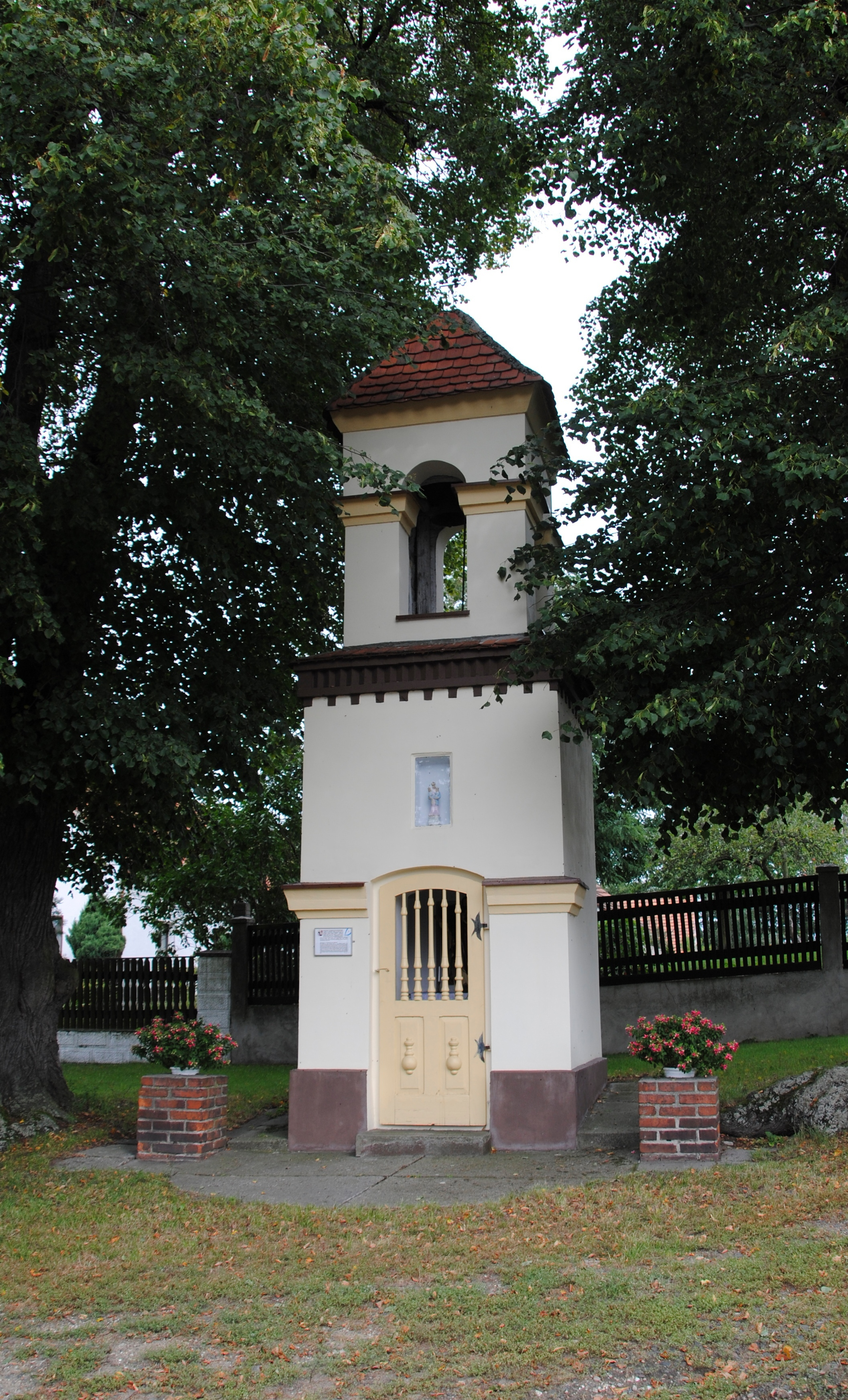
Glockenkapelle

### Kirche Unbeflecktes-Herz-Mariä
Die römisch-katholische Kirche Unbeflecktes-Herz-Mariä (poln. Kościół Niepokalanego Serca Najświętszej Maryi Panny) wurde von 1957 bis 1961 erbaut.

### Weitere Sehenswürdigkeiten
- Das Gutshaus (poln. Dwor Domecko) wurde um 1800 errichtet. Das Gebäude besitzt zwei Geschoss und ein Satteldach. Das Gutshaus steht seit 1974 unter Denkmalschutz.[9]
- Der angrenzende Gutspark wurde 1983 unter Denkmalschutz gestellt.[9]
- Denkmal für die Gefallenen der beiden Weltkriege
- Glockenkapelle an der ul. Opolska

## Persönlichkeiten
- Josef M. Lellek (1893–1965), deutscher Baumeister und Architekt

## Vereine
- Deutscher Freundschaftskreis
- Freiwillige Feuerwehr OSP Domecko
- Sportverein UKS Victoria Domecko